# Switha
Switha è una piccola isola disabitata delle Orcadi, in Scozia, situata a sud di Flotta. Non ci sono testimonianze scritte che l'isola sia mai stata abitata, ma la presenza di alcune strutture in pietra neolitiche mostra che è stata almeno visitata in epoca preistorica.
Switha ospita molti nidi di uccelli delle tempeste, ed è la dimora invernale di una grande colonia di oche facciabianca.